# Philosophie de la médecine
La philosophie de la médecine désigne l'ensemble des réflexions philosophiques sur la médecine, elle recouvre autant l'éthique médicale que la réflexion sur la connaissance médicale (épistémologie de la médecine) et ses objets.
Voici une liste non-exhaustive des problèmes que cherchent à résoudre la philosophie de la médecine :
- la définition des concepts de santé, de maladie et de handicap ;
  - en particulier la question du caractère objectif ou culturellement construit des normes de santé.
- les modes d'administration de la preuve en médecine :
  - la méthodologie des études cliniques ;
  - la place du raisonnement statistique dans la pratique médicale ;
  - la relation entre pratique clinique et preuves expérimentales, soit le statut de la médecine entre art et sciences ;
  - la distinction entre médecine scientifique et médecine non conventionnelle.

## Courants philosophiques
On peut distinguer au moins deux grandes traditions en philosophie de la médecine, d'une part la philosophie de la médecine apparue en France au sein de l'épistémologie historique avec notamment les travaux de Georges Canguilhem, Michel Foucault, François Dagognet, et Jean Gayon, d'autre la philosophie de la médecine au sein de la philosophie analytique avec notamment la théorie de la santé de Christopher Boorse.

### Introductions
- Maël Lemoine, Introduction à la philosophie des sciences médicales, Hermann, coll. « Med φ - collection de philosophie des sciences médicales contemporaines »,‎ 2017, 218 p. (ISBN 270569384X, lire en ligne ) - Accès gratuit par la bibliothèque Wikipédia ;
- Marie Gaille (dir.), Textes clés de philosophie de la médecine : Volume I Frontière, savoir, clinique, Vrin, 2011, 380 p. (ISBN 978-2-7116-2366-2) ;
- Elodie Giroux (dir.) et Mael Lemoine (dir.), Textes clés de philosophie de la médecine : Volume II Santé, Maladie, pathologie, Vrin, 2012, 416 p. (ISBN 978-2-7116-2447-8) ;
- (en) Miriam Solomon (dir.), Jeremy R. Simon (dir.) et Harold Kincaid (dir.), The Routledge Companion to Philosophy of Medicine, Taylor & Francis, 2016 (ISBN 9781315720739 et 978-1-138-84679-1, lire en ligne ) ;

### Essais
- Élodie Giroux, Après Canguilhem : définir la santé et la maladie, Presses universitaires de France, coll. « Philosophies », 2010, 160 p. (ISBN 2130569005, lire en ligne ) - Accès gratuit par la bibliothèque Wikipédia ;
- Georges Canguilhem, Le normal et le pathologique ;
- Michel Foucault
  - Histoire de la folie à l'âge classique, 1961 ;
  - Naissance de la clinique : une archéologie du regard médical, 1963 ;
  - Les mots et les choses. Une archéologie des sciences humaines, 1966 ;
- François Dagognet La raison et les remèdes ; Le catalogue de la vie.